# Independence Hall (Corea del Sud)
L'Independence Hall è un museo storico sudcoreano situato a Cheonan che espone una serie di documenti e reperti storici inerenti ai movimenti indipendentisti del periodo di colonizzazione giapponese.

## Storia
Inaugurato il 15 agosto 1987, è il museo più grande di tutta la Corea del Sud, ampio 23 424 metri quadri. Pur concentrandosi sul periodo di colonizzazione giapponese, la prima sala espositiva, la "Sala del Patrimonio Nazionale", è dedicata a un periodo che copre l'era preistorica fino alla dinastia Joseon. La struttura comprende altre sette sale espositive e un teatro.
L'edificio che ospita il museo era originariamente la sede del Governo provvisorio coreano in Cina, e fu interamente trasportato in Corea dopo la liberazione dal Giappone del 15 agosto 1945. L'Independence Hall è stata ufficialmente riaperta nel 1987, nel giorno dell'anniversario della liberazione.

## Mostre e sale espositive
- Casa del Popolo: sala commemorativa centrale, sulla falsariga del Daedeungjeon del Tempio di Suseok;
- Grande Cortile del Popolo: piazza quadrata situata di fronte alla casa delle nazioni. La parte centrale è pavimentata in granito, mentre la parte perimetrale è fatta di pietre di Anyang ed erba;
- Cinema Stereoscopico: sala in cui viene proiettato un filmato sulla storia coreana moderna in 4D;
- Giardino dello Spirito di Unione;
- Torre del Popolo: scultura alta 52 metri, simbolo dell'emergenza nazionale;
- Premio agli Impavidi Coreani: situata al centro di una delle sale più grandi della Casa del Popolo;
- Memoriale: situato all'apice dell'Independence Hall per commemorare il patriottismo;
- Taegeukgi Hanmadang: luogo in cui si celebra il Taegeukgi nel giorno di indipendenza coreana ogni anno.